# جرنينة
الجرْنِينَة أو القوص أو القِرْطِم، الجوزر، العُصْفُر، الشوكة الصفراء، (الإسم العلمي:Carthamus duvauxii / Carduncellus duvauxi)، هو جنس من النباتات المزهرة ينتمي إلى جنس الشُوَيْكِيَّة من فصيلة المُرَكَّبَة.  وصفه لأول مرة جول إيمي باتاندير ولويس تشارلز ترابو.
- أسماء أخرى بالأمازيغية: تَأْكلا ن وغيْول،تَأْكلا ن تمكساون، تاكارنيت، واشكييا، أغرضوص، تاغديوت.

## الوصف
نبات بري شائك ثنائي الحول ، يرتفع من  نحو ذراع و يتفرع من القاعدة. قبل تفتحه بخرج منه زغب أبيض رؤوسه بنفسجية أو صفراء.
- الاوراق: رمحية شاكة متعرقة، أحادية المخرج و مرتبة على طول الساق.
- الأزهار: زغبية صفراء تتفرع من رأس الثمرة الشائكة.
- الثمار: معلبة شائكة بداخلها بذرة تلتف بها خيوط بيضاء اللون ناصعة و متكدسة تستخرج بعد إزالة الأشواك .

الأجزاء المنتفع بها:
- الأزهار و الثمار (الرأس الشوكي)[1]

## طريقة الاستعمال
- نيئة تلين البطن و تساعد في الاسهال و علاج الريح الماكث في الأمعاء.
- كترة أكله تزيد في الباه.
- تنقع مع الفلفل الحار والثوم لعلاج لسعات العقارب.

الموطن
- قبائل ايت أمبريبط و قبائل جبال باني وقبائل إمجاص و ايت واقفا و اغشان بجنوب المغرب.
- قبائل أمانوز و ايت بونوح وايت عبد بن سعيد في الأطلس الصغير.
- قبائل الأطلس المتوسط في المغرب.
- قبائل الشاوية في الشمال الشرقي للجزائر.[1]